# Money in the Bank 2013
Money in the Bank 2013 è stata la quarta edizione dell'omonimo evento in pay-per-view prodotto annualmente dalla WWE. L'evento si è svolto il 14 luglio 2013 al Wells Fargo Center di Filadelfia (Pennsylvania).

## Storyline
Durante il pay-per-view Payback è stato annunciato che durante la stessa serata ritornerà la superstar Rob Van Dam, assente dalla federazione di Stamford dal 2009.
Nella puntata di Raw del 17 giugno, John Cena celebra la sua vittoria di Payback con un promo, ma viene interrotto da Mark Henry. Tuttavia Henry, almeno inizialmente, si mostra pacifico verso il campione e tiene un discorso di addio, poiché era sua intenzione ritirarsi dal wrestling lottato. Quando però Cena ritorna sul ring per omaggiare il World's Strongest Man, quest'ultimo lo atterra con una World's Strongest Slam compiendo un turn heel e fa intendere che il suo ritiro era una farsa e che vuole sfidare proprio Cena per il WWE Championship, cosa che poi confermerà durante un'intervista nel backstage. Successivamente Vince McMahon annuncia, rendendo ufficiale il match, che John Cena difenderà il suo titolo dall'assalto di Henry al PPV.
Nella puntata di Raw del 24 giugno, viene sancito il match tra Alberto Del Rio e Dolph Ziggler valido per il World Heavyweight Championship. Infatti Ziggler decide di sfruttare la sua clausola di rivincita.
Sempre nella stessa puntata del 24, Stephanie McMahon annuncia i partecipanti del WWE Championship Money in the Bank Contract di Raw ovvero: CM Punk, Daniel Bryan, Kane, Randy Orton, Sheamus, Christian, e il rientrante Rob Van Dam. Nella puntata dell'8 luglio a Raw Bryan batte Sheamus e in seguito i due si stringono la mano in segno di rispetto, ponendo fine alla loro rivalità. Più tardi nella serata, dopo il main event che vedeva CM Punk confrontarsi contro Orton (alla fine a prevalere sarà il wrestler di Chicago), Bryan attacca brutalmente i due e, grazie a una scala, afferra la valigetta del Money in the Bank, tra l'esultanza della folla dell'arena. Nella stessa puntata avviene il debutto della Wyatt Family (Bray Wyatt, Luke Harper e Erick Rowan) che attacca Kane infortunandolo e a sua volta escludendolo dall'evento.
Ancora nella puntata di Raw del 24, viene annunciato, dopo un litigio nell'ufficio di Vickie Guerrero, un match tra Chris Jericho e Ryback dopo che quest'ultimo lamentava il fatto di non avere avuto un'altra opportunità per il WWE Championship detenuto da Cena. Nello stesso momento si presenta Jericho che facendo tacere Ryback, pretende di essere inserito nel Money In The Bank Ladder Match che lui stesso ha creato. Nasce così una piccola scaramuccia che porta proprio Vickie Guerrero alla decisione di sancire il match tra i due.
Nella puntata di SmackDown del 28 giugno, vengono annunciati i partecipanti al Money in the Bank Ladder match di SmackDown che saranno Antonio Cesaro, Cody Rhodes, Damien Sandow, Fandango, Jack Swagger, Wade Barrett e Dean Ambrose.
Nella puntata di SmackDown del 28 giugno, The Miz intervista Paul Heyman al Miz Tv per parlare dell'attacco di Brock Lesnar a CM Punk durante l'ultima puntata di Raw. Ma, poco dopo arriva Curtis Axel per difendere l'avvocato, successivamente Miz comincia ad insultarle proprio Axel, ma quest'ultimo poi lo colpisce. Nella puntata di Raw del 1º luglio, viene annunciato che a Money in the Bank Axel difenderà il suo Intercontinental Championship dall'assalto di The Miz.
Nella puntata di Raw del 1º luglio, viene anche sancito il match tra AJ Lee e Kaitlyn valido per il Divas Championship.
L'ultimo match sancito dall'episodio di Raw del 24, è quello del pre-show tra gli Usos e lo Shield. Durante la serata si svolge un match tra i Tons of Funk (Brodus Clay e Tensai), i 3MB (Drew McIntyre e Jinder Mahal) e gli Usos (Jey Uso e Jimmy Uso), a trionfare sono questi ultimi due che si guadagnano un match per il WWE Tag Team Championship.

## Risultati
| #       | Incontri                                                                                            | Stipulazioni                                          | Durata |
| ------- | --------------------------------------------------------------------------------------------------- | ----------------------------------------------------- | ------ |
| Kickoff | Lo Shield (c) ha sconfitto gli Usos                                                                 | Tag team match per il WWE Tag Team Championship       | 14:46  |
| 1       | Damien Sandow ha sconfitto Cesaro, Cody Rhodes, Dean Ambrose, Fandango, Jack Swagger e Wade Barrett | Money in the bank ladder match                        | 16:24  |
| 2       | Curtis Axel (c) (con Paul Heyman) ha sconfitto The Miz                                              | Single match per il WWE Intercontinental Championship | 09:19  |
| 3       | AJ Lee (c) (con Big E) ha sconfitto Kaitlyn (con Layla) per sottomissione                           | Single match per il WWE Divas Championship            | 07:01  |
| 4       | Ryback ha sconfitto Chris Jericho                                                                   | Single match                                          | 11:19  |
| 5       | Alberto Del Rio (c) ha sconfitto Dolph Ziggler per squalifica                                       | Single match per il World Heavyweight Championship    | 14:29  |
| 6       | John Cena (c) ha sconfitto Mark Henry per sottomissione                                             | Single match per il WWE Championship                  | 14:42  |
| 7       | Randy Orton ha sconfitto Christian, CM Punk, Daniel Bryan, Rob Van Dam e Sheamus                    | Money in the bank ladder match                        | 26:38  |